# Xiao Yi
Xiao Yi (小乙, fallecido en el 1325 a. C.) fue un rey de China de la dinastía Shang.
En las Memorias históricas de Sima Qian ocupa el vigésimo primer puesto en la lista de reyes Shang, sucediendo asu hermano mayor, Xiao Xin. Fue entronizado, con Yin Xu como su capital. Gobernó durante 10 años, se le dio el nombre póstumo de Xiao Yi, y fue sucedido por su hijo, Wu Ding.
Las inscripciones sobre huesos oraculares desenterrados en Yinxu dan como dato alternativo que fue el vigésimo rey de la dinastía Shang.